# Luz de fundo
Luz de fundo é uma técnica de iluminação em fotografia e cinema, utilizada para iluminar a área do fundo de uma cena.

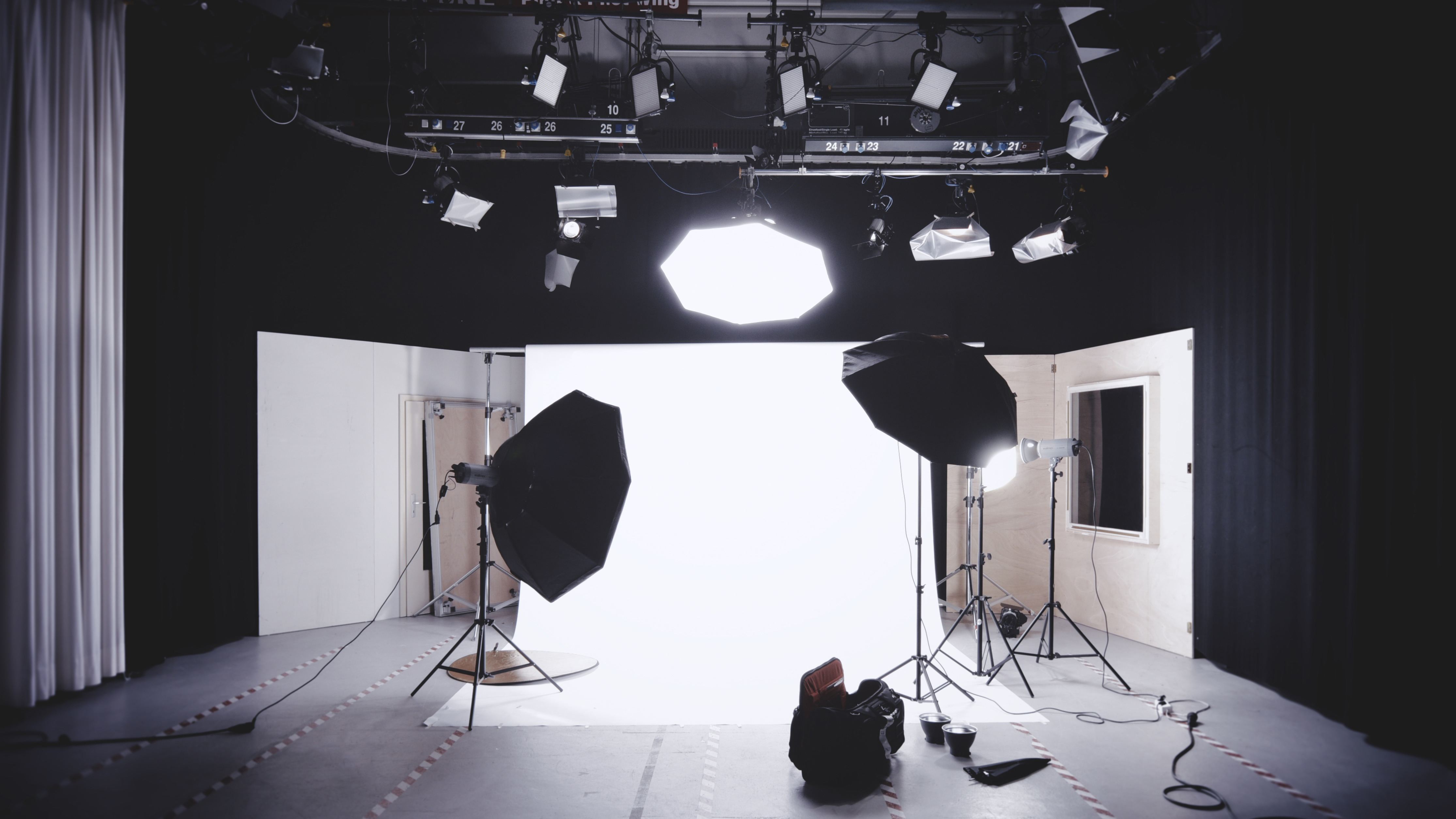
Iluminação de fundo em estudio

A luz de fundo, também conhecida como backlight, é uma técnica de iluminação amplamente utilizada na fotografia e no cinema para iluminar o fundo de uma cena ou criar um contorno luminoso ao redor do sujeito principal. Essa abordagem ajuda a destacar o objeto ou personagem do plano de fundo, adicionando profundidade e dimensão à imagem. 

## Configuração de Iluminação de Três Pontos
A luz de fundo é um dos componentes essenciais na configuração clássica de iluminação de três pontos, que inclui:
1. Luz Principal (Key Light): A fonte de luz primária que ilumina o sujeito.
2. Luz de Preenchimento (Fill Light): Auxilia na redução das sombras criadas pela luz principal.
3. Luz de Fundo (Backlight): Posicionada atrás do sujeito, direcionada para ele, criando um contorno luminoso que o separa do fundo.

Essa configuração é fundamental para obter uma iluminação equilibrada e profissional em retratos e cenas cinematográficas.

## Funções da Luz de Fundo
- Separação do Sujeito: Ao iluminar o sujeito por trás, a luz de fundo cria um contorno luminoso que o destaca do plano de fundo, evitando que ele se misture visualmente com o cenário.
- Criação de Profundidade: Essa técnica adiciona uma sensação de tridimensionalidade à imagem, tornando-a mais dinâmica e visualmente interessante.
- Ênfase em Detalhes: A luz de fundo pode realçar detalhes específicos, como a textura do cabelo ou as bordas de um objeto, adicionando sofisticação à composição.[3]

## Aplicações na Fotografia e no Cinema
Na fotografia de retrato, a luz de fundo é frequentemente usada para destacar o cabelo ou os ombros do modelo, criando um efeito conhecido como "luz de cabelo" ou "hair light". No cinema, essa técnica é empregada para separar os atores do fundo, especialmente em cenas com iluminação complexa ou ambientes escuros, garantindo que os personagens se destaquem claramente na tela. 

### Considerações Técnicas
Ao utilizar a luz de fundo, é importante posicioná-la de maneira que não cause reflexos indesejados na lente da câmera, o que pode resultar em "flare". Além disso, a intensidade da luz de fundo deve ser ajustada para complementar as outras fontes de luz na cena, evitando uma iluminação desequilibrada ou distrações visuais.
Em resumo, a luz de fundo é uma técnica essencial na iluminação fotográfica e cinematográfica, proporcionando separação, profundidade e ênfase em detalhes, contribuindo para composições mais profissionais e esteticamente agradáveis.
1. ↑  «As 10 técnicas de iluminação mais incríveis para vídeos e filmes!»
2. ↑  «Como trabalhar com a técnica de iluminação de três pontos»
3. ↑  «Como trabalhar com a técnica de iluminação de três pontos»
4. ↑  «12 tipos de iluminação na fotografia»
5. ↑  «Iluminação de retratos High-key e Low-key»